# Biza craspa
Biza craspa är en insektsart som beskrevs av Kramer 1962. Biza craspa ingår i släktet Biza och familjen dvärgstritar. Inga underarter finns listade i Catalogue of Life.